# Munawar Mansurchodżajew
Munawar Abdukadyrowicz Mansurchodżajew (ros. Мунавар Абдукадырович Мансурходжаев, ur. 12 września 1941, zm. 15 kwietnia 2021) – tadżycki i radziecki reżyser filmowy. Zasłużony Działacz Sztuk Tadżyckiej SRR (1999). Laureat Nagrody Leninowskiego Komsomołu Tadżykistanu. Absolwent WGIK.

## Wybrana filmografia
- 1985: Jak kot walczył z myszami